# Arup Group
Pour les articles homonymes, voir Arup.
 (septembre 2014).
Si vous disposez d'ouvrages ou d'articles de référence ou si vous connaissez des sites web de qualité traitant du thème abordé ici, merci de compléter l'article en donnant les références utiles à sa vérifiabilité et en les liant à la section « Notes et références ».
Arup est un bureau d'études et de conseil en ingénierie britannique spécialisé dans la construction.

## Réalisations
- Opéra de Sydney, Sydney.
- Centre national d'art et de culture Georges-Pompidou, Paris.
- Øresundsbron, Dänemark/Schweden.
- 30 St Mary Axe, Londres.
- High Speed 1, Royaume-Uni.
- Millennium Bridge, Londres.
- Ange du Nord, Gateshead, Royaume-Uni.
- Casa da Música, Porto.
- Allianz Arena, Munich.
- Fondation Beyeler, Riehen.
- Opéra de Copenhague, Copenhague.
- Pont de Sandridge, Melbourne.
- Tour de télévision et de tourisme de Canton, Guangzhou.
- Centre national de natation de Pékin (Water cube), Pékin.
- Stade national de Pékin (Bird's nest), Pékin.
- CCTV Headquarters, Pékin.
- Metropol Parasol, Séville.
- The Shard, Londres.
- Jeddah Tower, Djeddah.
- Kensington Oval, Bridgetown.